# Arp 273
Arp 273 ist ein interagierendes Galaxienpaar im Sternbild Andromeda, welche schätzungsweise 340 Millionen Lichtjahre entfernt ist.
Halton Arp gliederte seinen Katalog ungewöhnlicher Galaxien nach rein morphologischen Kriterien in Gruppen. Dieses Galaxienpaar gehört zu der Klasse Doppelgalaxien mit verbundenen Armen. Die größere der beiden Spiralgalaxien, UGC 1810, hat etwa fünfmal so viel Masse wie die kleinere. Die kleinere Galaxie, UGC 1813, zeigt deutliche Anzeichen von aktiver Sternentstehung in ihrem Kern und hat wahrscheinlich die größere kürzlich durchquert.